# Турецьке мистецтво
Османська архітектура — архітектура Османської імперії, яка виникла в Бурсі і в Едірне в XV—XVI ст.. В архітектурі Османської імперії простежується вплив архітектури Сельджуків, а також вірменської, іранської, візантійської архітектури. Після завоювання Константинополя турками помітно вплив мамлюкської архітектурної традиції. Протягом майже 400 років візантійські церкви і собори служили зразками для османських мечетей.
Османи досягли високого рівня архітектури. Освоєна ними техніка створення величезного внутрішнього простору за допомогою склепінь, куполів, напівкуполів і колон, дозволила створити естетичний і елегантно витончений стиль в ісламській архітектурі. І донині можна знайти об'єкти в стилі Османської архітектури на колишніх територіях імперії.
Осма́нська або осма́нська туре́цька мо́ва (тур. Osmanlıca або тур. Osmanlı Türkçesi, османською: لسان عثمانی, lisân-ı Osmânî) — варіант турецької мови, який використовували як офіційну та літературну мову Османської імперії. Вона мала багато запозичень з  арабську абетку. Фактично, ця мова була незрозумілою для менш освічених турків, що використовували грубу турецьку мову (kaba Türkçe), де було значно менше іншомовних запозичень і яка лежить в основі сучасної турецької мови.
Турецьке мистецтво — мистецтво, яке включає всі зразки образотворчого мистецтва, що походять з території сучасної Туреччини від часів прибуття сюди турків в добу Середньовіччя. Туреччина також була домівкою багатьох визначних видів мистецтв а, створених ранішими культурами. Сюди можна віднести хетське, давньогрецьке та візантійське мистецтво. 16 та 17 ст. зазвичай вважається найвидатнішим періодом у мистецтві Османської імперії, при цьому більшість робіт пов'язані з величним імперським двором. В Османській імперії традиційні ісламські стилі, які, однак, зазнали деякого впливу європейських мистецьких технік, перетворилися на високо виточений стиль з інтер'єрами, розкішно декорованими кольоровими кахлями, які можна побачити у палацах, мечетях та мавзолеях. Інші види мистецтва представляли розвиток ісламського мистецтва попередніх періодів, особливо перського, але з відмінним турецьким характером. Османська мініатюра та османські оздоблення яскравими малюнками включають образотворчі та необразотворчі елементи оформлення рукописів, які зазвичай вважають віддаленими жанрами, хоча часто їх поєднують в одному і тому ж рукописі на одній сторінці. За правління турків-османів у 16-му та ранньому 17-му століттях була представлена турецька форма арабської каліграфії.

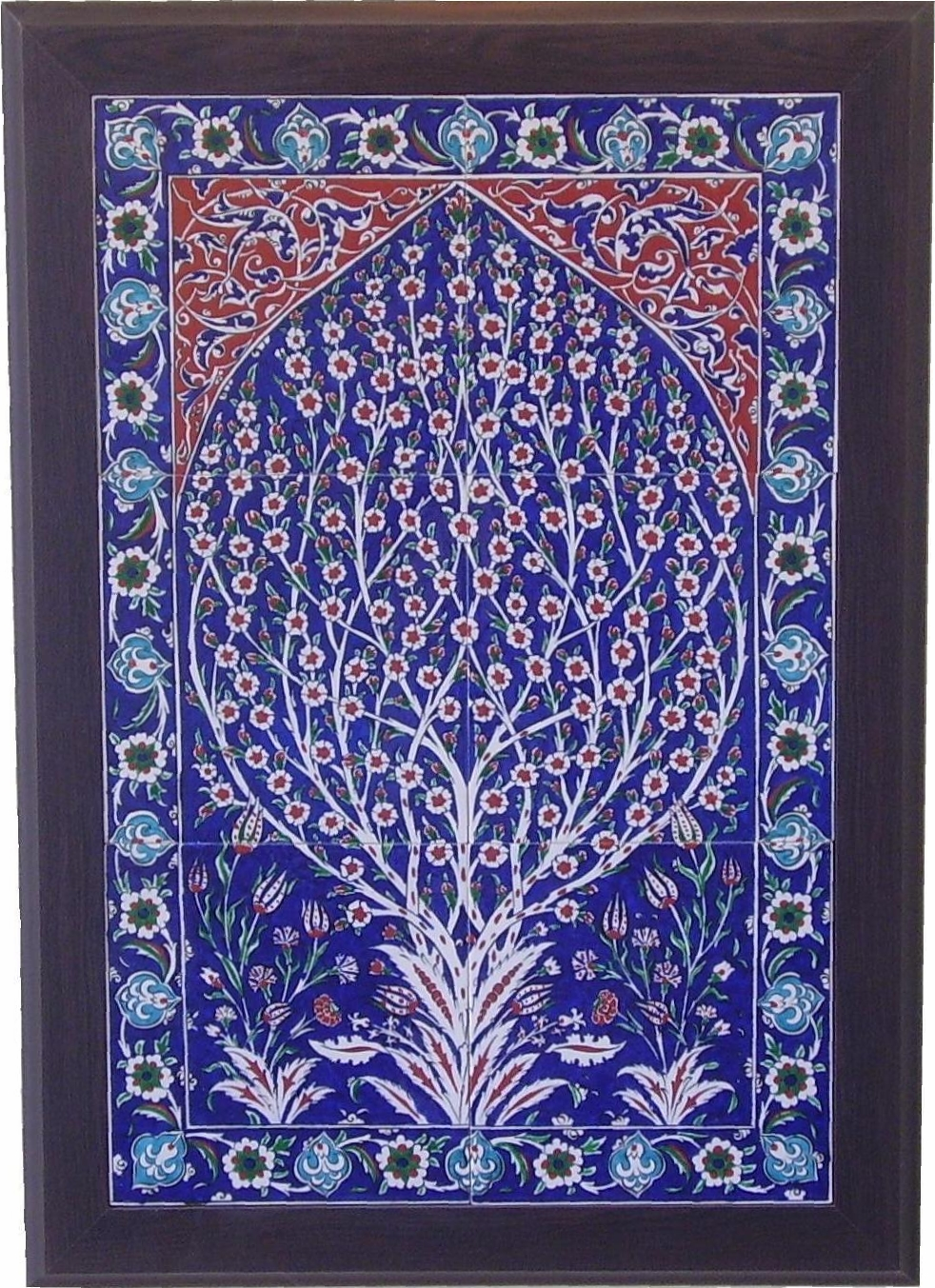
Блакитні турецькі кахлі